# Prospero Colonna di Sciarra
Prospero Colonna di Sciarra (Roma, 17 de janeiro de 1707 - Roma, 20 de abril de 1765) foi um cardeal italiano do século XVIII.

## Biografia
Nasceu em 17 de janeiro de 1707, Roma, da Casa de Colonna. Filho de Francesco Colonna, príncipe de Carbognano, do ramo de Palestrina, e Vittoria Salviati. Algumas fontes listam seu sobrenome como Colonna di Sciarra. Outros cardeais dos diferentes ramos da família foram Giovanni Colonna (1212); Giacomo Colonna (1278); Pietro Colonna (1288); Giovanni Colonna (1327); Agapito Colonna (1378); Stefano Colonna (1378); Oddone Colonna (1405; mais tarde Papa Martinho V); Próspero Colonna (1426); Giovanni Colonna (1480); Marco Antonio Colonna, sênior (1565); Ascanio Colonna (1586); Girolamo Colonna (1627); Carlos Colonna (1706); Próspero Colonna (1739); Marcantonio Colonna, júnior (1759); Pietro Colonna (1766), que adotou o sobrenome Pamphili; e Nicola Colonna, 1785.
Inicialmente, estudou em Roma; depois, na Universidade de Parma; e mais tarde, na Universidade de Pádua, onde obteve o doutorado in utroque iure, tanto em direito canônico quanto em direito civil.
Terminados os estudos, voltou a Roma e ingressou na prelatura. Protonotário apostólico, novembro de 1730. Consultor da Sagrada Congregação dos Ritos em 1733. Clérigo da Câmara Apostólica, 1739. Presidente della Grascia. Nomeado mestre de câmara pelo Papa Bento XIV em agosto de 1740. Abade comendatario de Tre Fontane em agosto de 1743.
Criado cardeal-diácono no consistório de 9 de setembro de 1743; recebeu o chapéu vermelho em 12 de setembro e a diaconia de S. Giorgio em Velabro, 2 de dezembro de 1743. Concedida dispensa para ser cardeal diácono sem ter recebido as ordens menores, em 18 de setembro de 1743. Concedida dispensa por não ter recebido as ordens menores no momento de sua criação cardinalicial, 19 de setembro de 1743. Prefeito da Economia da Sagrada Congregação de Propaganda Fide, janeiro de 1744; ocupou o cargo até março de 1763. Prefeito do Tribunal da Assinatura Apostólica da Graça, outubro de 1744 até sua morte.
Recebeu as ordens menores em 28 de março de 1745; o subdiaconato em 4 de abril de 1745; e o diaconato em 12 de abril de 1745. Co-protetor da Ordem dos Monges de Cister, março de 1747; depois, seu protetor. Protetor da Ordem dos Frades Menores Conventuais, fevereiro de 1755. Optou pela diaconia de S. Maria ad Martyres, 16 de fevereiro de 1756. Protetor dos Cônegos Regulares Lateranenses. Participou do conclave de 1758, que elegeu o Papa Clemente XIII. Protetor do reino da França, concedido pelo rei Luís XV em junho de 1758, durante o conclave; como tal, recebeu in commendam a abadia de Cercamp, em Amiens. Optou pela diaconia de S. Ágata em Suburra, a 24 de janeiro de 1763.
Morreu em Roma em 20 de abril de 1765, de problemas renais, em sua villa de Porta Pia, em Roma, sem ter feito testamento. Exposto na igreja de S. Marcello, Roma, onde se realizou o funeral; e sepultado no túmulo da família, situado na capela do coro, na basílica patriarcal liberiana, sem qualquer memória fúnebre.